# Rose Fitzgerald Kennedy
Rose Elizabeth Fitzgerald Kennedy (Boston (Massachusetts), 22 juli 1890 – Hyannis (Massachusetts), 22 januari 1995) trouwde een Kennedy en werd de matriarch van de familie in de tweede helft van de 20e eeuw, toen de verschillende leden een belangrijke rol speelden in de vorming van de Amerikaanse politiek.

## Biografie
Zij werd geboren in Boston als oudste kind van John F. Fitzgerald en Mary Josephine Hannon Fitzgerald. Haar vader was een prominent figuur in de politiek van Boston, lid van het Amerikaans Congres, later burgemeester van Boston.
Rose bezocht Blumenthal, een Nederlandse kostschool van de Zusters van Sacré-Coeur te Vaals, het latere Sophianum te Gulpen). Daarna studeerde zij af aan Dorchester High School. Aansluitend studeerde ze piano aan het conservatorium te Boston. Ze overleed op 104-jarige leeftijd in Hyannis Port in Massachusetts.
Rose trouwde Joseph P. Kennedy sr. op 7 oktober 1914. Het paar kreeg 9 kinderen: Joseph (1915-1944), John (1917-1963), Rosemary (1918-2005), Kathleen (1920-1948), Eunice (1921-2009), Patricia (1924-2006), Robert (1925-1968), Jean (1928-2020) en Edward (1932-2009).
Toen ze in 1995 overleed, was zij de langstlevende ouder van een president in de geschiedenis. Ze stond bekend om haar filantropische inspanningen en was op 90-jarige leeftijd aanvoerder van de Grootouders-parade tijdens de Special Olympics.

## Publicaties
- Times to Remember, 1974, Doubleday and Company. ISBN 9780385016254
  - (nl) Jaren Om Nooit Te Vergeten vert. W.G.M. Van der Veere-Doyer. Forum Boekerij (1974). ISBN 90 235 8086 9
- Times to Remember, 1995, Doubleday and Company. ISBN 978-0-38547-657-7